# Sarlanga
Sarlanga (em persa: سرلنگا, também romanizada como Sarlangā; também conhecida como Sarlangāh) é uma aldeia do distrito rural de Langarud, no condado de Abbasabad, da província de Mazandaran, Irã.
No censo de 2006, sua população era de 583 habitantes, em 162 famílias.